# الحي والميت (رواية)
الحي والميت (بالإنجليزية: The Living and the Dead)‏ هي رواية للكاتب الأسترالي الحائز على جائزة نوبل باتريك وايت، نشرت عام 1941، لأول مرة عن دار نشر فايكنغ بريس، وقد كتب في المراحل الأولى من الحرب العالمية الثانية.